# نورپردازی سراسری
نورپردازی غیرمستقیم یا نورپردازی سراسری (به انگلیسی: Global Illumination) نام گروهی از الگوریتم‌های مورد استفاده در گرافیک سه‌بعدی رایانه‌ای است که به منظور واقعی تر کردن نورپردازی صحنه‌های سه‌بعدی از آن استفاده می‌شود. در این روش نورپردازی علاوه بر پرتو نورهای مستقیم ساطع شده از منابع نور، تأثیر پرتوهای نور منعکس شده از سطوح و اشیاء نیز در نظر گرفته می‌شود.
در تئوری، انعکاس نور، شکست نور و سایه همگی مثال‌هایی از نورپردازی غیرمستقیم هستند چرا که در حین شبیه‌سازی آنها، یک شیء بر رندرینگ شیء دیگر تأثیر خواهد گذاشت. اما در عمل، فقط شبیه‌سازی انعکاس- واپخشی (Diffuse interreflection) یا کاستیک (Caustic) است که نورپردازی غیرمستقیم نامیده می‌شود.
الگوریتم‌هایی که برای محاسبهٔ تقسیم انرژی نور بر روی سطح استفاده می‌شوند، شباهت بسیار زیادی به شبیه‌سازهای انتقال گرما در مهندسی که با روش اجزاء محدود کار می‌کنند، دارند.

## روش
الگوریتم‌های بسیار بسیار مخصوصی برای برنامه‌های سه‌بعدی وجود دارند که نورپردازی سراسری را ایجاد می‌کنند. این الگوریتم‌ها تقریب‌های عددی برای معادلات رندرینگ هستند. برخی الگوریتم‌های شناخته‌شده برای رایانش نورپردازی سراسری؛ پویش مسیر، نقشه‌برداری فوتونی و ریدیوسیتی می‌باشند. روش‌های ذیل در زیر بررسی خواهند شد:
- واژگون‌سازی: {\displaystyle L=(1-T)^{-1}L^{e}\,}
  - در عمل اجرا نخواهد شد.
- بسط دادن: {\displaystyle L=\sum _{i=0}^{\infty }T^{i}L^{e}}
  - روش دوجهته: نقشه‌برداری فوتونی + پویش اشعهٔ توزیع‌شده، پویش مسیر دوجهته، انتقال نور متروپولیس
- تکرار: {\displaystyle L_{n}tl_{e}+=L^{(n-1)}}
  - ریدیوسیتی

## نورپردازی برپایهٔ تصویر
راهی دیگر برای ایجاد نورپردازی سراسری استفاده از تصویر دامنه دینامیک بالا، که به نقشهٔ محیط هم شناخته می‌شود، است که صحنه را احاطه کرده و نورپردازی می‌کند. این روش نورپردازی برپایه‌ی تصویر نامیده می‌شود.